# 利兹
利兹（英語： i/ˈliːdz/），中國大陸譯利茲，香港譯列斯，英國英格兰西约克郡的大城市。依傍艾尔河旁的利茲，利茲市是行政中樞所在地。2011年預計有757,700人，使其成為英國第三大城市。
利茲的歷史可以追溯到公元前五世紀的埃爾梅特王國，該古代王國的領土上有一片名為“Loidis”的森林，這即是“Leeds”一名的起源。隨後的數個世紀中統治者不斷更迭，13世紀形成現在的格局。17和18世紀的利茲是英國的羊毛生產交易中心。工業革命時發展成為工業城，亞麻織造、鑄鐵、印刷等漸漸取代了羊毛織造業的地位。
現在的利茲是Gamma級全球城市，是西約克郡都會區的文化、金融和商業中心。利茲有四所大學，全市的學生人口超過了二十五萬。

## 历史

### 語源學
“Leeds”一名來覆蓋古王國艾爾麥特大部分地區的森林“Loidis”，這片森林存在於五世紀到七世紀早期。比德在《英吉利教會史》第十四章曾提到“Loidis”。利茲人在當地稱“Loiner”，這個詞的具體起源不詳。

### 早期
利茲早中世紀時代已有史實記載。當時利茲乃一個農產品交易市場，專門銷售羊毛製品。十七世紀末利茲人口有一萬人，十八世紀末增至三萬人。1770年時利玆的出口額佔整個英格蘭的六分之一。1699年和1816年分別有艾尔-科尔德通航运河及利茲和利物浦運河建成。
工業革命期間，里茲開始成為工業城市。1834年開始有利玆和希爾比鐵路（Leeds and Selby Railway）貫通。當时已有紡織業、化工、皮革和陶瓷，並且是採煤中心。但同時農產品貿易也仍佔據一定的市場份額，1864年利玆穀物交易所成立。

### 現代
二次大戰以降利茲製造業開始式微。1951年仍有一半人口從事製造業，但1971年只剩下三成；1971-81年間已流失了三成製造業職位。但是仍有一些大型工程公司設於利茲市。
今天，利兹作为在西约克郡占支配地位的区域中心城市，而被列为8个英格兰核心城市之一。

## 氣候
利茲屬於海洋性氣候，氣溫較低，平均溫度為16 °C（61 °F），但全年起伏不大，30 °C（86 °F）以上高溫和−10 °C（14 °F）以下低溫都比較罕見。雖然氣候較爲溫和，但偶爾也有暴雪或其他極端天氣出現。
| 利玆              | 利玆         | 利玆        | 利玆        | 利玆        | 利玆        | 利玆        | 利玆        | 利玆        | 利玆        | 利玆        | 利玆         | 利玆         | 利玆            |
| 月份              | 1月          | 2月         | 3月         | 4月         | 5月         | 6月         | 7月         | 8月         | 9月         | 10月        | 11月         | 12月         | 全年            |
| ----------------- | ------------ | ----------- | ----------- | ----------- | ----------- | ----------- | ----------- | ----------- | ----------- | ----------- | ------------ | ------------ | --------------- |
| 平均高温 °C（°F） | 5.5 (41.9)   | 5.6 (42.1)  | 8.1 (46.6)  | 10.7 (51.3) | 14.3 (57.7) | 16.9 (62.4) | 19.1 (66.4) | 18.7 (65.7) | 15.9 (60.6) | 12.1 (53.8) | 8.3 (46.9)   | 5.8 (42.4)   | 11.8 (53.2)     |
| 平均低温 °C（°F） | 0.5 (32.9)   | 0.3 (32.5)  | 1.7 (35.1)  | 3.2 (37.8)  | 5.9 (42.6)  | 8.8 (47.8)  | 11.1 (52.0) | 10.9 (51.6) | 8.9 (48.0)  | 6.1 (43.0)  | 3.2 (37.8)   | 0.9 (33.6)   | 5.1 (41.2)      |
| 平均降水量 mm（） | 109.8 (4.32) | 77.2 (3.04) | 81.5 (3.21) | 72.9 (2.87) | 65.2 (2.57) | 77.1 (3.04) | 63.0 (2.48) | 81.1 (3.19) | 77.1 (3.04) | 99.8 (3.93) | 105.2 (4.14) | 114.3 (4.50) | 1,024.2 (40.33) |
| 平均降水天数      | 15.4         | 12.3        | 13.4        | 11.2        | 11.2        | 11.1        | 10.3        | 11.8        | 11.2        | 14.4        | 15.3         | 14.8         | 152.4           |
| 来源：            |              |             |             |             |             |             |             |             |             |             |              |              |                 |

## 经济

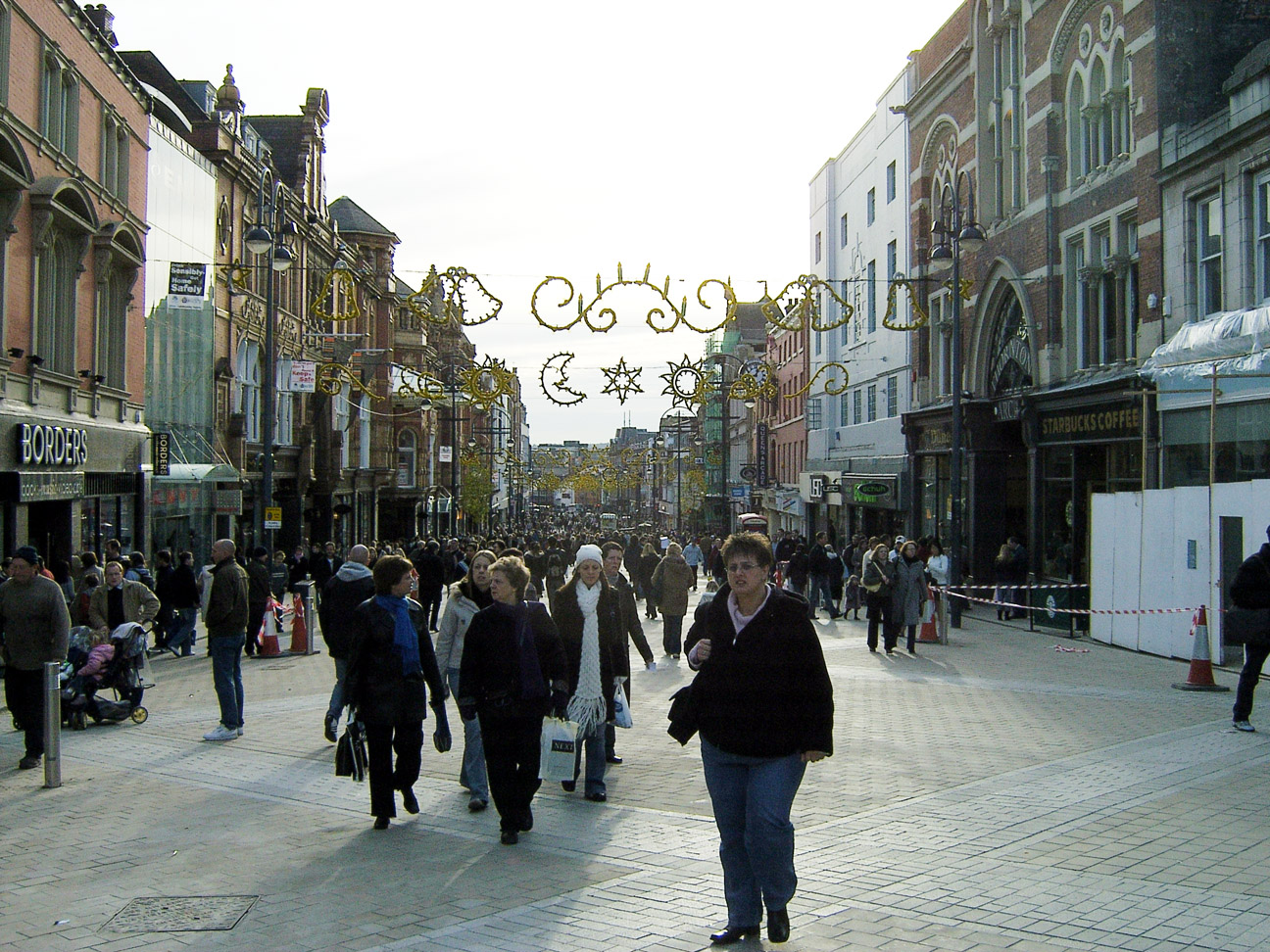
Briggate

利茲被英國官方評為英國營商環境最佳城市，主要以服務業為主流。以往利茲的製造業，早在二次大戰以後式微。利茲尤其以金融業稱著，地位僅次於首都倫敦。利玆有超過30家銀行，其中First Direct和約克郡銀行的總部位于此地。而其主要的服務業包括零售、客戶中心、寫字樓和傳媒機構。

## 交通
由於利茲市位處英國中部，屬內陸地區，鐵路系統對利茲交通，仍有舉足輕重的影響。利茲站位於市中心南面，英國的鐵路主幹線之一東海岸主線途徑此站，另外亦有兩條鐵路路線直通首都倫敦，一般班次為半小時至一小時一班。國家其他地方利茲市也有貫通，包括到西約克郡等等。同時利茲市也有多條道路網連接英國各大城市，如A58、A61、A62、A63、A64和A65公路等等。航空则依靠里茲布拉福機場。

## 旅游
旅游是利兹的一大产业，製造了二萬個職位。平均計利茲市可吸納一百四十萬人過夜，每人消費加起來，差不多已有7億三千五百萬英鎊。主要遊客都是到來參觀利茲市的文化景色。
利茲市被英國國家廣播公司（BBC）選為「英國最受歡迎城市」。

## 文化

### 体育
利茲是英格蘭老牌球會利兹联的所在地，利兹联是英格蘭第一間球會，1968年奪得歐洲博覽會杯冠軍。

## 教育

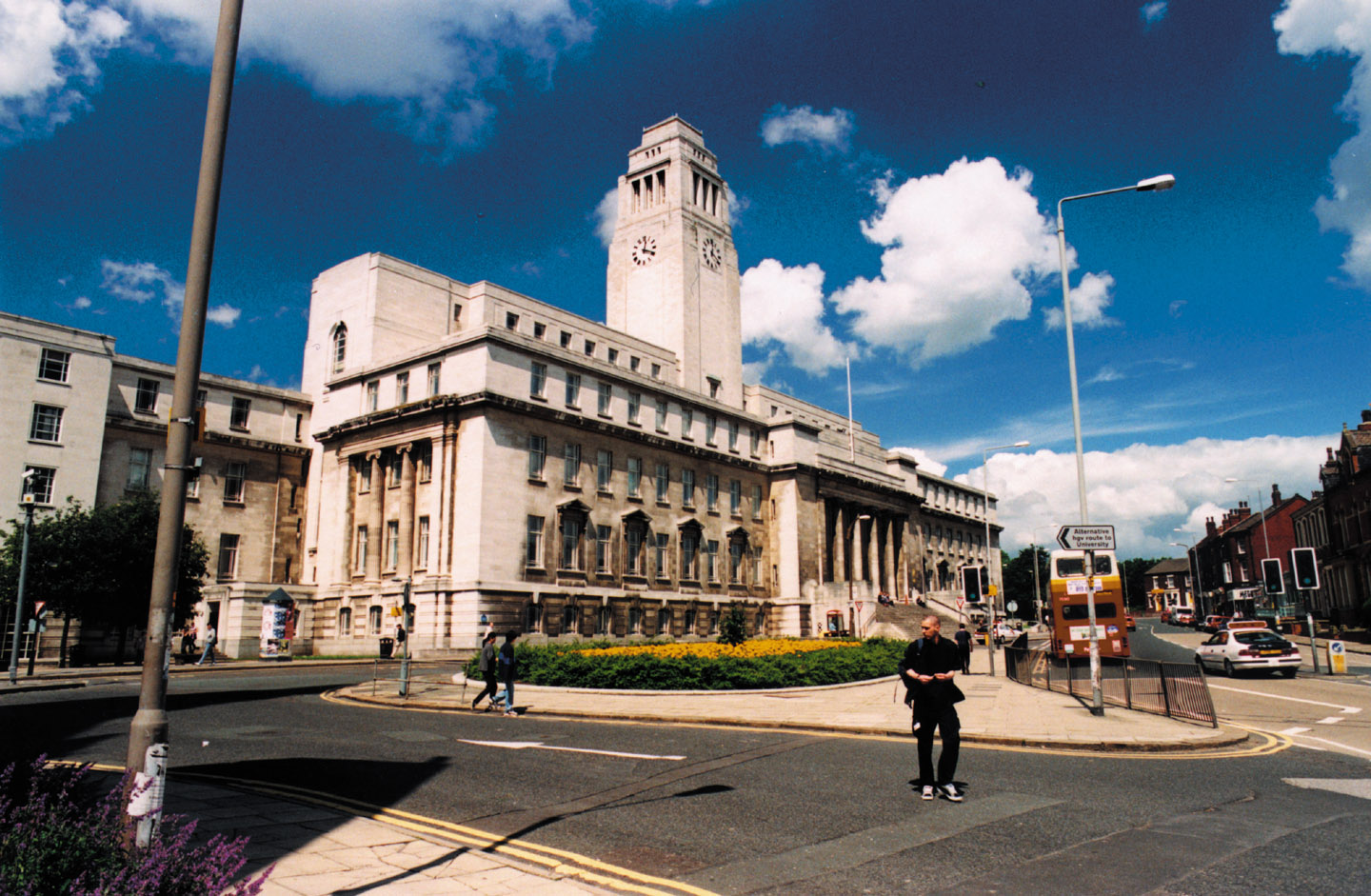
利茲大學帕金森樓

利茲拥有数目众多的小学、中学和高等教育机构，Education Leeds负责该市年轻人的法定教育。
利兹有超過十分之一的人口數是大學生，拥有5所大学：利茲大學、利茲貝克特大學、利茲三一大學、利茲藝術大學和私立的法律大學。利茲城市學院和利茲建築學院等一些機構提供繼續教育。

## 友好城市
- 法國 里尔

## 延伸阅读
- Burt S. and Grady K. (2002 – 2nd edition) The Illustrated History of Leeds, Breedon Books, Derby
- Fraser D. (ed.) (1980) A History of Modern Leeds, Manchester University Press, Manchester
- Unsworth R. and Stillwell J. (eds.) (2004) Twenty-First Century Leeds: Geographies of a Regional City, Leeds University Press, Leeds; Sixteen Chapters about the Contemporary City; 160 maps, many photos
- Wrathmell S. (2005), Leeds, Pevsner Architectural Guides, Yale University Press, London